# Madhoganj
Madhoganj es un pueblo y nagar Panchayat situado en el distrito de Hardoi en el estado de Uttar Pradesh (India). Su población es de 11523 habitantes (2011). 

## Demografía
Según el censo de 2011 la población de Madhoganj era de 11523 habitantes, de los cuales 6089 eran hombres y 5434 eran mujeres. Madhoganj tiene una tasa media de alfabetización del 78,695%, superior a la media estatal del 67,68%: la alfabetización masculina es del 83,75%, y la alfabetización femenina del 73,07%.